# 2017 FN1
2017 FN1 è un asteroide di piccole dimensioni del diametro di circa due metri. È stato scoperto il 20 marzo 2017 dal telescopio dell'Osservatorio di Monte Lemmon ed è passato a circa 61.000 chilometri dalla Terra. Presenta un'orbita caratterizzata da un semiasse maggiore pari a 1,4662545 au e da un'eccentricità di 0,5775250, inclinata di 2,24885° rispetto all'eclittica.